# Tippin' Records
Tippin' Records is een onafhankelijk Amerikaans platenlabel, dat jazz (en dan met name straight ahead jazz) uitbrengt. Het in Astoria gevestigde label heeft albums uitgebracht van Kyle Asche, Teriver Cheung, Vitaly Golovnev, The Skinny, UoU en Pete Zimmer.